# Geologia urbana
La geologia urbana si occupa dello studio geologico dei sistemi urbani e della attendibile modellizzazione del sottosuolo sul quale sorgono. È una branca della geologia ancora in fase di sviluppo, soprattutto dal punto di vista metodologico. 
Si avvale, oltre che delle metodiche proprie della geologia di superficie e del sottosuolo, di un approccio interdisciplinare e multidisciplinare che tenga nel debito conto i dati storici, geoarcheologici, geoambientali, archeosismologici ecc. L'utilizzo di dati provenienti da più fonti, analizzati criticamente, permette, infatti, di eseguire ricostruzioni di notevole dettaglio delle modificazioni antropiche in aree urbane, nonché delle interazioni tra eventi naturali e l'essere umano. 